# Ch’ŏngjin Kŭngyang
Ch'ŏngjin Kŭngyang (ur. 878, zm. 956) – koreański mistrz sŏn szkoły hŭiyang.

## Życiorys
Pochodził z rodziny Wang.
Praktykę buddyjską rozpoczął u Yŏhae, a następnie praktykował sŏn u mistrza Yangbu, ucznia Tohŏna.
W 897 r. udał się do Chin i przebywał w nich praktykując chan przez 20 lat. Otrzymał przekaz Dharmy od mistrza chan Daoyuana na górze Ku.
Po powrocie do ojczyzny w 927 r. prowadził nauczanie sŏnu. Otrzymał patronat od pierwszego króla dynastii Koryŏ – Taejo. W 935 r. odnowił podupadły klasztor Pong'am na górze Hŭiyang. Od tego czasu szkoła ta została zaliczona w poczet 9 górskich szkół sŏn.

## Linia przekazu Dharmy zen
Pierwsza liczba oznacza liczbę pokoleń mistrzów od 1 Patriarchy indyjskiego Mahakaśjapy.
Druga liczba oznacza liczbę pokoleń od 28/1 Bodhidharmy, 28 Patriarchy Indii i 1 Patriarchy Chin.
Trzecia liczba oznacza początek nowej linii przekazu w danym kraju.
- 31/4. Dayi Daoxin (579-651) Chiny
  - 32/5/1. Pŏmnang (bd) Szkoła dongshan. Korea
    - 33/6/2. Sinhaeng (704-779)
      - 34/7/3. Chunbŏm (bd)
        - 35/8/4. Hyeŭn (bd)
          - 36/9/5. Chisŏn Tohŏn (824-882) Szkoła hŭiyang
            - 37/10/6. Sŏnggyŏn (bd)
            - 37/10/6. Minhyu (bd)
            - 37/10/6. Kyehŭi (bd)
            - 37/10/6. Yangbu (bd)
              - 38/11/7. Ch'ŏngjin Kŭngyang (878-956)
                - 39/12/8. Hyŏngch'o (bd)